# مکعب یا حقیقت باب‌اسفنجی
مکعب یا حقیقت (به انگلیسی: Truth or Square) قسمتی از انیمیشن باب اسفنجی است که توسط آلن اسمارت، لوک بروکشایر، اندرو اورتوم، تام یاسومی و نیت کش کارگردانی شده و استوری بورد و انیمیت آن توسط آلن اسمارت و پال تیبیت و همچنین آهنگ سازی‌های آن را نیکولاس کار، جرمی واکفیلد و سیج گای تون انجام گرفته‌است. این قسمت در ۶ نوامبر ۲۰۰۹ از نیکلودئون منتشر شد و بیشتر آن توسط شبکه پرشین تون دوبله و پخش شد. داستان این قسمت در مورد پچی دزد دریایی است که به استودیو نیکلودئون آمده تا باب اسفنجی را ملاقات کند، و وقتی به او می‌گویند باید منتظر بماند، او تصمیم می‌گیرد تا برنامه مخصوص ۱۰ سالگی کلوپ طرفداران باب اسفنجی خود را بسازد. او کمی شیطونی می‌کند و به چند فرد مشهور مشهور زنگ می‌زند. مانند تینا فی، ویل فرل و لبران جیمز تا اینکه یکی از مهمانان می‌گوید که او هم یک شوی تلویزیونی دارد و مهمان امشبش هم رابین ویلیامز است؛ بنابراین پچی تصمیم می‌گیرد تا رابین ویلیامز را بدزدد. در همین زمان در بیکینی باتم آقای خرچنگ سالگرد هفتادمین سال افتتاح رستوران را می‌گیرد. می‌گوید این فرصت خوبی برای پلنکتون است تا فرمول را بدزدد و باب را مسئول تزئینات می‌کند. بعد از اتمام تزئینات باب سوپرایزی دارد که در فریزر است. اختاپوس، باب، پاتریک و آقای خرچنگ همگی به فریزر می‌روند تا سوپرایز باب را ببینند. سوپرایز باب یک همبرگر یخی بزرگ است. اما اتفاقی در فریزر قفل می‌شود و همه در آن گیر می‌افتند. آنها می‌خواهند از کانال کولر خارج شوند اما بدتر در کانال کولر رستوران خرچنگ گیر می‌افتند گیر می‌افتند.